# Pikis

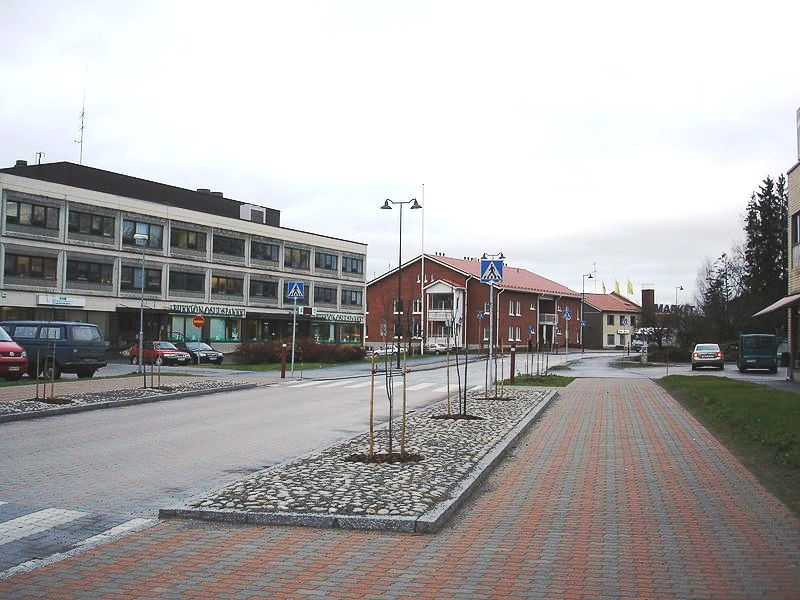
Pikis kommuncentrum.

Pikis (finska: Piikkiö) var en kommun i landskapet Egentliga Finland i Västra Finlands län. Kommunen sammanlades med S:t Karins stad 1 januari 2009. Det fanns 7 578 invånare i Pikis och kommunen hade en yta på 109,21 km² varav 18,38 km² var vattenområden.
Innan kommunsammanslagningen var Pikis grannkommuner S:t Karins, Lundo, Pemar, Pargas och Sagu. Pikis var enspråkigt finskt. Pikis nämns i skriftliga källor redan 1331.

## Geografi
Pikis ligger vid stranden av Pikisviken på den östra sidan av S:t Karins, vid gränsen mot Pemar. Den vattensvaga Pikisån rinner genom kommunen och mynnar ut i viken. Den södra delen av Pikis består av Skärgårdshavet, där det finns några öar. Den största av dessa är Harvarö, som tidigare nåddes med färja men som sedan 1998 är förbunden med fastlandet via en bro.

### Byar
Aerla, Ainis (finska: Aininen), Andelmaa, Aro, Bertala, Buckila (finska: Pukkila), Bussila, Böle, Diskarla, Finby, Hadvala, Harvarö (finska: Harvaluoto), Hepojoki, Hiirla, Hirsund, Hulkis (finska: Hulkkio), Huttala, Iso-Hepojoki, Kalais (finska: Kalainen), Kavalto, Kellarimäki, Kemperlä, Kierlä, Kirismäki, Kokolax (finska: Kokolahti), Korois (finska: Koroinen), Koskis (finska: Koski), Krogsby (finska: Kuotila), Kyrkomalm, Lillby (finska: Vähäkylä), Lillhepojoki (finska: Vähä-Hepojoki), Linnunpää, Littoinen, Lyytikkylä, Makarla, Moisio, Niemi, Nunna, Orlax (finska: Oorlahti), Ootoinen, Perttala, Prästgården (finska: Pappila), Puosta, Purkangar (finska: Puurkankari), Raadelma, Ratsula, Rojola, Runko, Salvela, Storgård (finska: Isokartano), Suni, Teppala, Tiskarla, Toivonlinna, Tuorla, Uitto, Villisi, Viukkala, Ylhäis (finska: Yltöinen), Åminne (finska: Joensuu).

## Trafik
Genom Pikis går Riksväg 1, Regionalväg 110, samt kustbanan mellan Åbo och Helsingfors. Från Pikis börjar också Åbo ringväg, alltså är stamväg 40. Pikis ligger 15 kilometer från Åbo, 35 kilometer från Salo och 150 kilometer från Helsingfors. Närmaste flygplats för kommersiell trafik är Åbo flygplats.

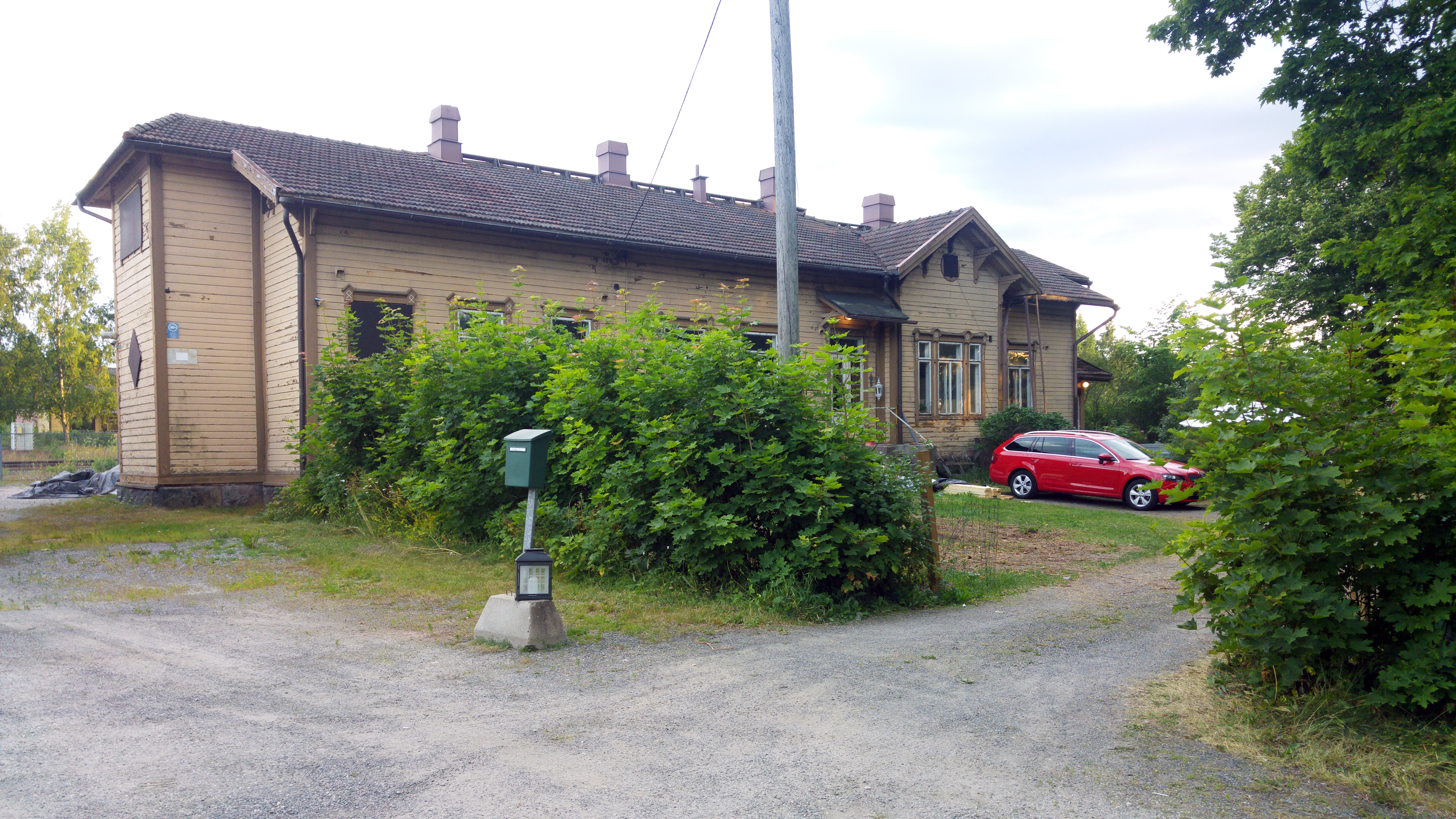
Pikis järnvägsstation år 2007.

Pikis järnvägsstation öppnades 1899 i samband med invigningen av bansträckan mellan Åbo och Karis. Persontrafiken vid stationen upphörde 1979, men testades kort igen 1986–1987. Godstrafiken vid Pikis station har fortsatt in på 2000-talet. Det finns planer på att upprätta lokaltågsförbindelse mellan Åbo och Salo, varvid Pikis station åter skulle börja användas.
Den medeltida Stora Strandvägen går genom Pikis.

## Religion
Av Evangelisk-lutherska kyrkan i Finlands församlingar var Pikis församling var verksam i kommunen. Från och med kommunsammanslagningen år 2009 blev Pikis församling en del av Åbo och S:t Karins kyrkliga samfällighet som en separat församling.
Sjundedagsadventisterna driver en internatskola, tidigare Toivonlinnan yhteiskoulu ("Toivonlinna samskola"), i Pikis.

## Kultur
Pikis kommunvapen blev S:t Karins stadsvapen efter kommunsammanslagningen. 

### Sevärdheter
- Pikis kyrka
- Tuorla herrgård och värdhus
- Buckila herrgård
- Linnavuori-området med vandringsleder, gravrösen från bronsåldern och god utsiktPikis kyrka.

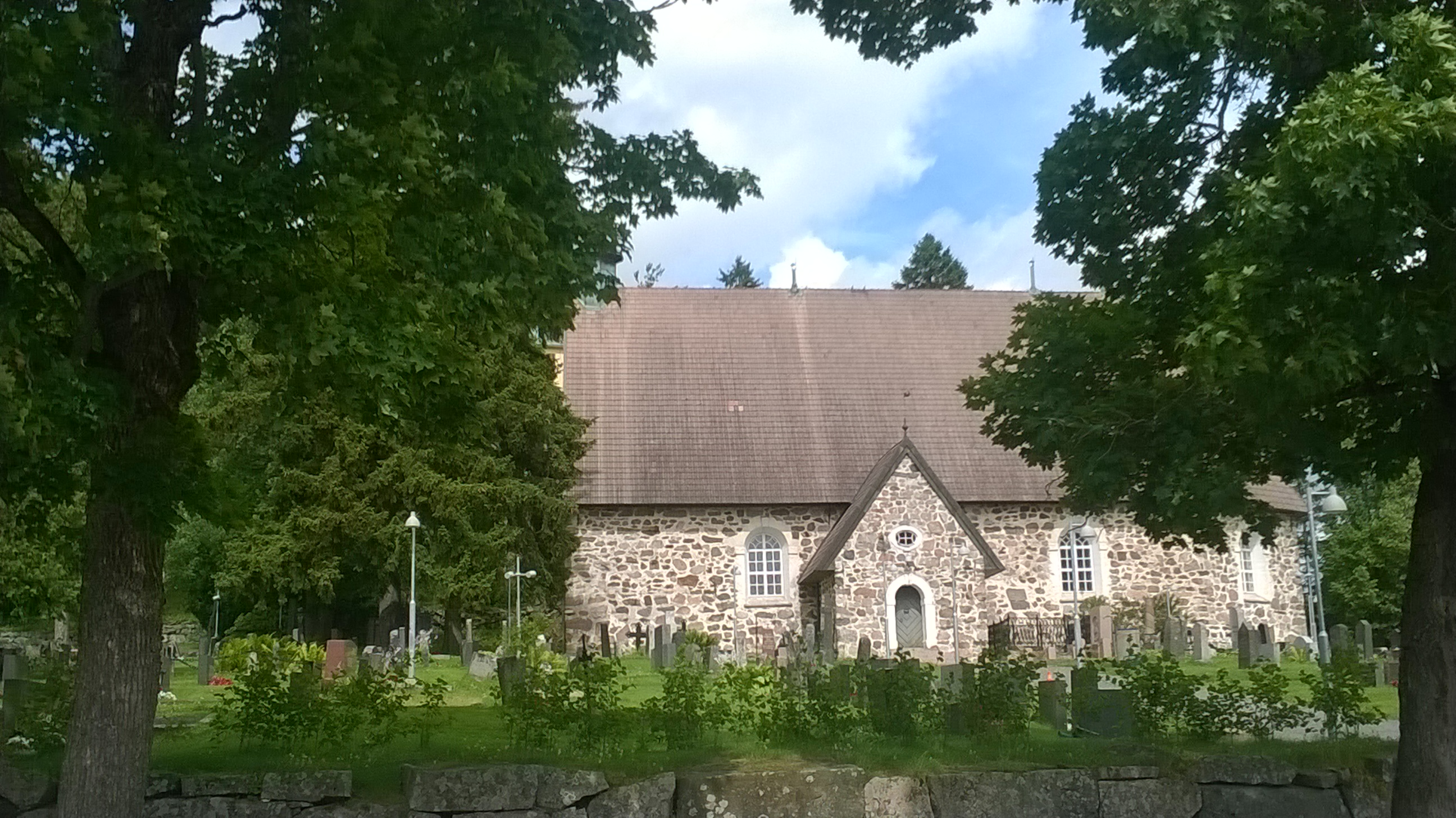
Pikis kyrka.

## Vänorter
- Kehtna i Estland
- Tranemo i Sverige
- S:t Johannes i Ryssland

## Politik

### Mandatfördelning i Pikis kommun, valen 1976–2004
| 5 | 8 | 4 |  |  | 8 |

| 5 | 8 |  |  |  | 2 | 9 |

| 4 | 7 | 3 | 3 | 3 | 7 |

| 4 | 6 | 2 |  | 5 | 2 | 7 |

| 4 | 8 | 2 | 4 | 2 | 7 |

| 3 | 7 | 3 | 5 |  | 8 |

| 4 | 6 | 3 | 6 | 2 | 6 |

| 4 | 5 | 2 |  | 5 | 2 | 8 |

| 13 | 14 |